# (817) Annika
(817) Annika ist ein Asteroid des Hauptgürtels, der am 6. Februar 1916 vom deutschen Astronomen Max Wolf in Heidelberg entdeckt wurde. 
Die Herkunft des Namens ist unbekannt.